# Planohybodus
Planohybodus (от лат. planus — плоский, и «Hybodus») — род гибодонтообразных рыб, известный по окаменелостям из среднеюрских-раннемеловых (батский-барремский века) отложений Европы (включая Великобританию, Франию, Испанию, Швейцарию, Польшу и, возможно, Данию) и Индийского субконтинента. ископаемые остатки найдены как в морских, так и пресноводных отложениях. Род содержит три подтверждённых вида, два из которых изначально включались в род гибодусов (Hybodus). Сообщалось также о неподтверждённых находках Planohybodus из позднеюрских отложений Мексики, раннего мела Бразилии (Planohybodus marki) и позднего мела (сантонский век) Северной Америки. Planohybodus peterboroughensis, вероятно, достигал 2-3 м в длину. Известна особь аммонита Orthaspidoceras из поздней юры Франции с вонзённым зубом Planohybodus, подтверждающая, что, хотя зубы этой рыбы приспособлены для нападения на мягкотелых животных, она иногда выбирала и добычу с крепкой раковиной.

## Виды
Виды в составе рода согласно Stumpf, Meng & Kriwet (2022):
- Planohybodus peterboroughensis (Rees & Underwood, 2008) — Англия. Ранняя и средняя юра (келловей-оксфорд);
- Planohybodus grossiconus (Agassiz, 1843) — Англия, Шотландия, Франция. Средняя юра (бат);
- Planohybodus ensis (Woodward, 1916) — Англия и Испания. Ранний мел (берриас-баррем).